# Xanthorhoe citroena
Xanthorhoe citroena là một loài bướm đêm trong họ Geometridae.